# Pont du 9 Octobre
Le Pont du 9 octobre (catalan : Pont del Nou d'Octubre) est l'un des nombreux ponts de Valence. Construit en 1989, il permet de relier les quartiers de Nou Moles et Soternes en enjambant les Jardins du Turia. 
C'est l'architecte valencien Santiago Calatrava Valls (de Benimámet), peu connu à l'époque, qui entame la construction en 1986. Le pont se distingue par l'originalité de ses formes et par les quatre sculptures abstraites qui ornent ses entrées. 
Le pont du 9 octobre est composé de deux voies, une pour chaque sens de circulation et un espace ouvert au centre. De chaque côté du pont se trouvent deux sculptures sur de hauts piédestaux qui ressemblent à des aigles vus de derrière avec leurs ailes déployées. Le pont possède un passage pour piétons à ses extrémités latérales et il est éclairé par une double ligne centrale de lampadaires et une série de lumières au sol protégées par un boîtier métallique.
Il reçoit le nom du 9 octobre, en commémoration du jour où le Roi Jacques Ier d'Aragon est entré dans la ville de Valence, après la capitulation musulmane en 1238. Le 9 octobre est célébrée la fête de la Communauté Autonome Valencienne.